# Église Saint-Eutrope de Lagerville
Pour les articles homonymes, voir Église Saint-Eutrope.
L'église Saint-Eutrope est située à Chaintreaux, en Seine-et-Marne.

## Description
L'édifice est inscrit aux monuments historiques depuis 1994.
La paroisse de Lagerville est étroitement liée à celle de Chaintreaux. Au Moyen Âge, elle appartenait aux Chambellan-Villebéon puis à la commanderie du Temple de Beauvais-en-Gâtinais. La paroisse disparut au cours de la Révolution, en 1795, puis le hameau fut rattaché à Chaintreaux en 1842. 
L'église actuelle date du XIIIe siècle. Elle est dédiée à saint Eutrope ainsi qu'à sainte Marie Madeleine et à saint Blaise. Elle était affectée aux rogations (processions de l’église vers les champs pour demander à Dieu le succès des cultures). 
Une relique de St Blaise y était conservée. On venait le prier pour les affections de la gorge. 
De nos jours St Eutrope, très abîmée bien qu’ayant fait l’objet de restaurations (toiture), n’est plus affectée au culte et est fermée au public. 
C'est une église assez originale du point de vue architectural car carrée et sans clocher. 
Petite curiosité : deux tombes du cimetière sont reliées par deux cœurs enchaînés.

## Galerie d'images

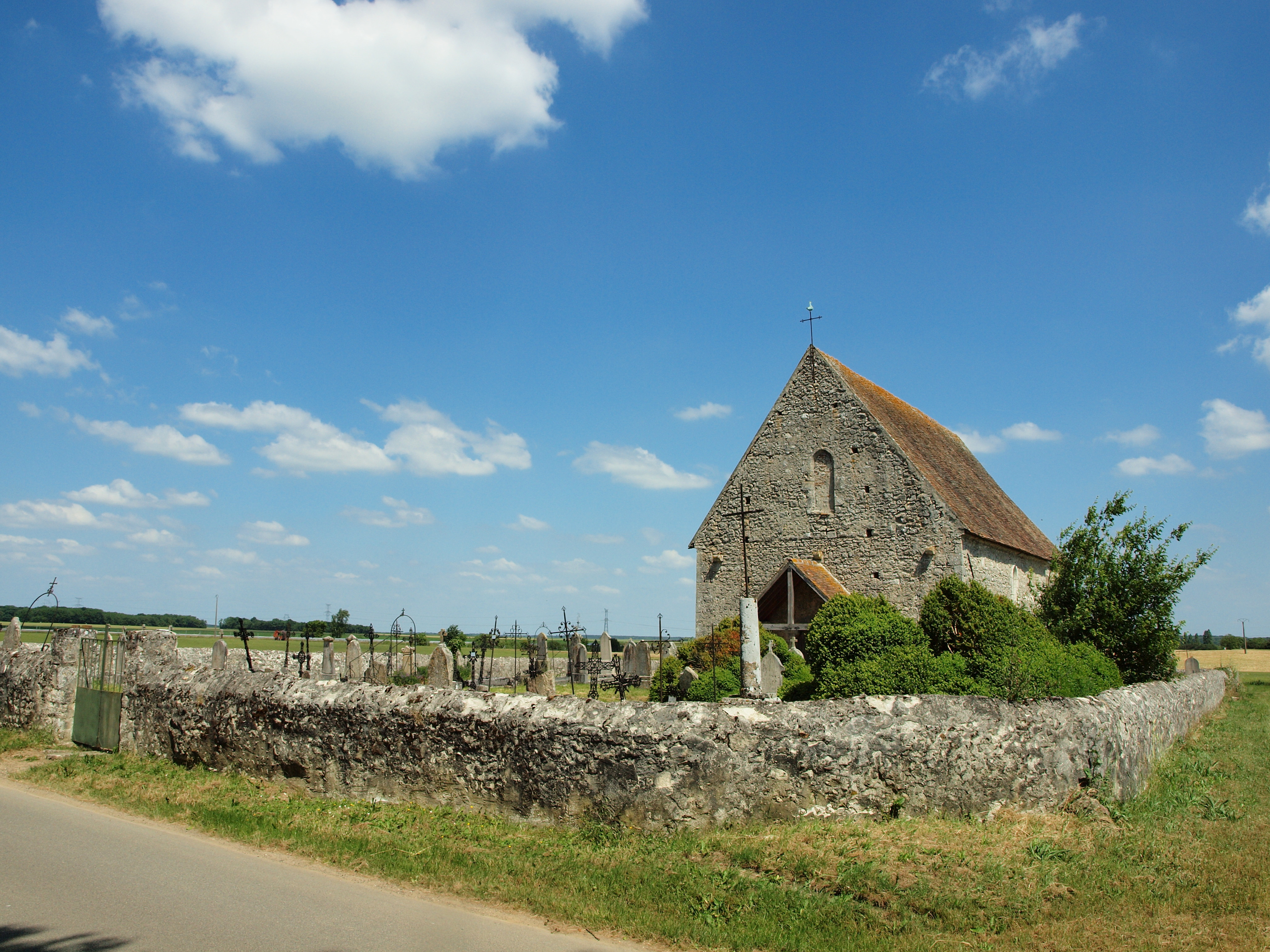
Autre vue
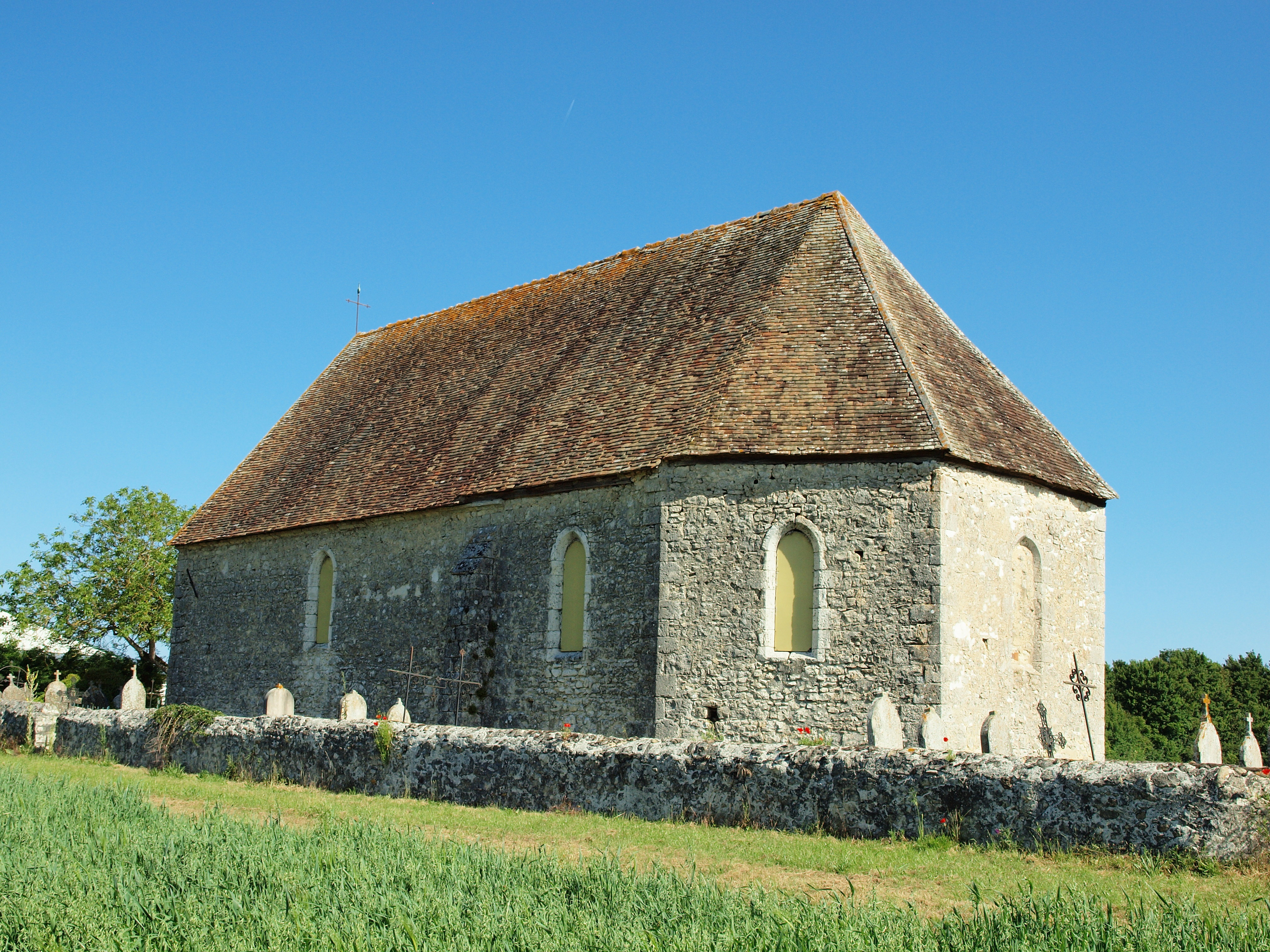
Autre vue